# Saint-Cyprien, Loire
Saint-Cyprien là một xã trong tỉnh Loire miền trung nước Pháp.